# Littorio Stadion
A Stadio Nereo Rocco az olaszországi Trieszt labdarúgó-stadionja. Jelenleg az US Triestina Calcio egyesület otthona. A stadion befogadóképessége 32 454 fő néző. 1987-ben újjáépítették, modernizálták.